# 托马里
托马里（俄语：Томари）是俄罗斯萨哈林州的一座城市。位于库页岛西海岸。南萨哈林斯克西北167公里处。人口5,338人（2002年人口普查）；8,121人（1989年人口普查）。
托马里地名来自于阿伊努語，意为“港灣內部”。曾被日本统治，日本名为泊居。